# Bantar (Jatilawang)
Bantar is een bestuurslaag in het regentschap Banyumas van de provincie Midden-Java, Indonesië. Bantar telt 5718 inwoners (volkstelling 2010).